# Larinia onoi
Larinia onoi är en spindelart som beskrevs av Akio Tanikawa 1989. Larinia onoi ingår i släktet Larinia och familjen hjulspindlar. Inga underarter finns listade i Catalogue of Life.